# Пьетро ди Джованни д’Амброджо
Пьетро ди Джованни д’Амброджо (итал. Pietro di Giovanni d'Ambrogio; известен из документов с 1410, по 1449 год — итальянский живописец периода кватроченто сиенской школы.

## Жизнь и творчество

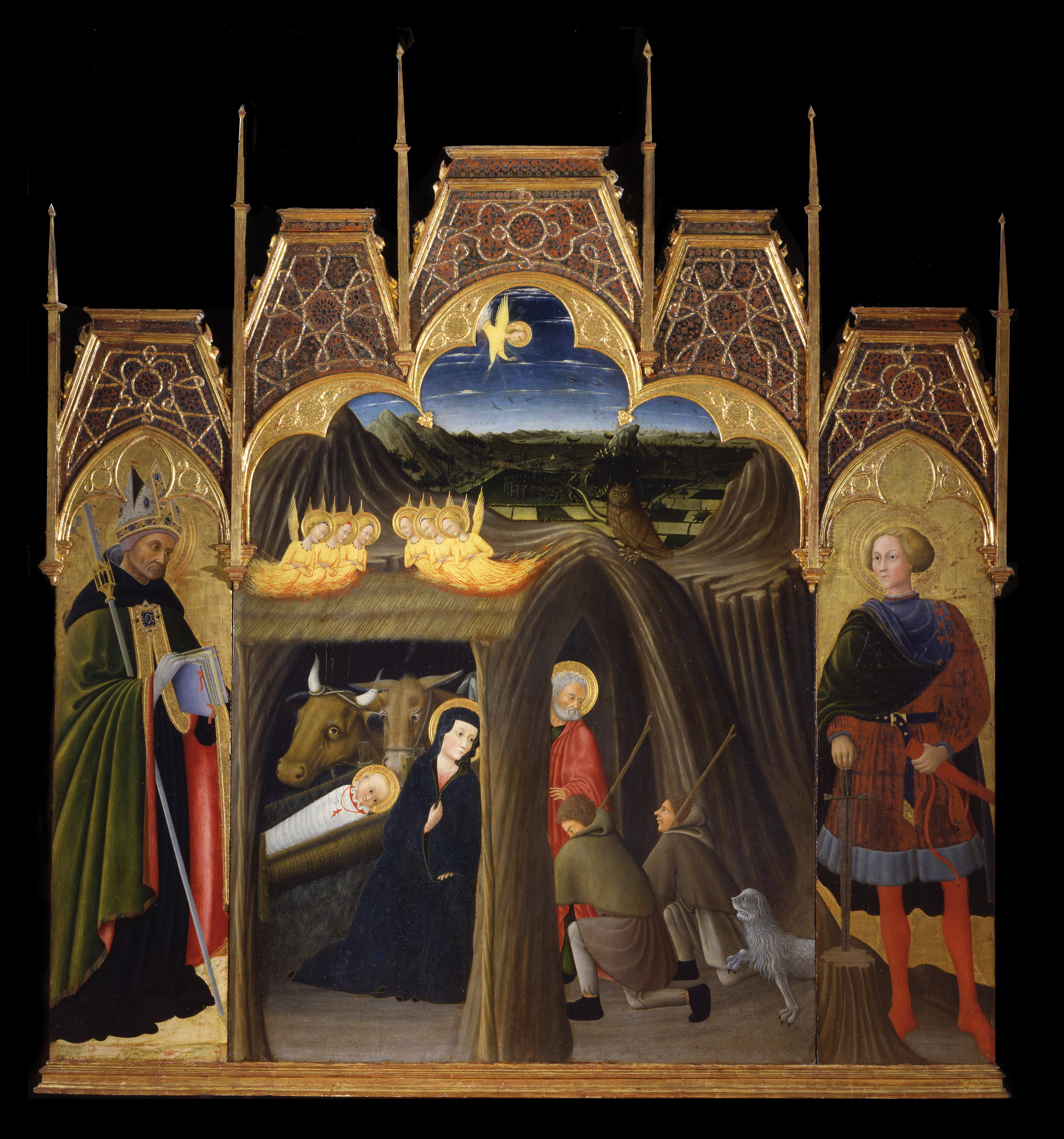
Пьетро ди Джованни д’Амброджо. «Рождество со святыми Августином и Гальгано». 1430—35 г. Ашано, Музей религиозного искусства

Пьетро ди Джованни д’Амброджо принадлежит к наиболее активным и важным сиенским художникам первой половины XV века. Даты его рождения и смерти неизвестны, в документах он упоминается с 1410 по 1449 год, а число его работ, дошедших до наших дней, невелико. Художественному мастерству Пьетро по всей вероятности обучался, работая у Сассетты, во всяком случае, практически во всех произведениях художника видно влияние этого известного сиенского мастера. В 1428 году Пьетро ди Джованни становится членом гильдии сиенских художников. Пик его творчества приходится на 1430—1440-е годы, именно к этому времени относятся сохранившиеся целиком алтари, которые приписывают Пьетро — «Рождество со святыми Августином и Гальгано» (Ашано, Музей религиозного искусства), «Вознесение Марии со святыми Стефаном и Сигизмундом» (Сиена, Пинакотека) и «Мадонна с младенцем и святыми Себастьяном и Фабианом» (135х159 см; Церковь Святых Якова и Христофора монастыря в Омброне).
Первым крупным произведением Пьетро ди Джованни, дошедшим до наших дней, является алтарь «Рождество со святыми Гальгано и Августином» (1330—1335 гг., 240х220 см. Ашано, Музей религиозного искусства; иногда алтарь именуют «Поклонение пастухов»). «Рождество» написано на фоне фантастического пейзажа. Одни эксперты считают, что прототипом для этой сцены послужила фреска «Рождество Марии», написанная в 1335 году Амброджо Лоренцетти на фасаде сиенского госпиталя Санта-Мария делла Скала. Другие полагают, что прототипом трехчастного алтаря мог послужить «Алтарь св. Виктора» из сиенского собора, созданный Бартоломео Булгарини в 1351 году. По сторонам от сцены Рождества и поклоняющихся пастухов, которых сопровождает довольно экзотический пёс, расположились св. Августин, основатель монашеского ордена августинцев, и св. Гальгано, который изображался с мечом, воткнутым в камень, — свидетельство его решимости порвать с жизнью рыцаря и стать монахом-отшельником.
Влияние Сассетты угадывается во многих произведениях Пьетро ди Джованни, в связи с чем некоторые из них ранее Сассетте и приписывались. К таким работам относятся, например, две панели «Св. Михаил-архангел» и «Св. Николай Барийский» из коллекции Лемана (обе по 24,5х7,5 см; 1430-е годы; Музей Метрополитен, Нью-Йорк). Краска на большой части этих картин утрачена так, что местами видна деревянная основа, однако сохранились великолепно исполненные лица святых. Ранее они были боковыми створками комнатного триптиха, центральная часть которого — «Мадонна с младенцем, Иоанном Крестителем и св. Доротеей» — находится в музее Берлин-Далем.

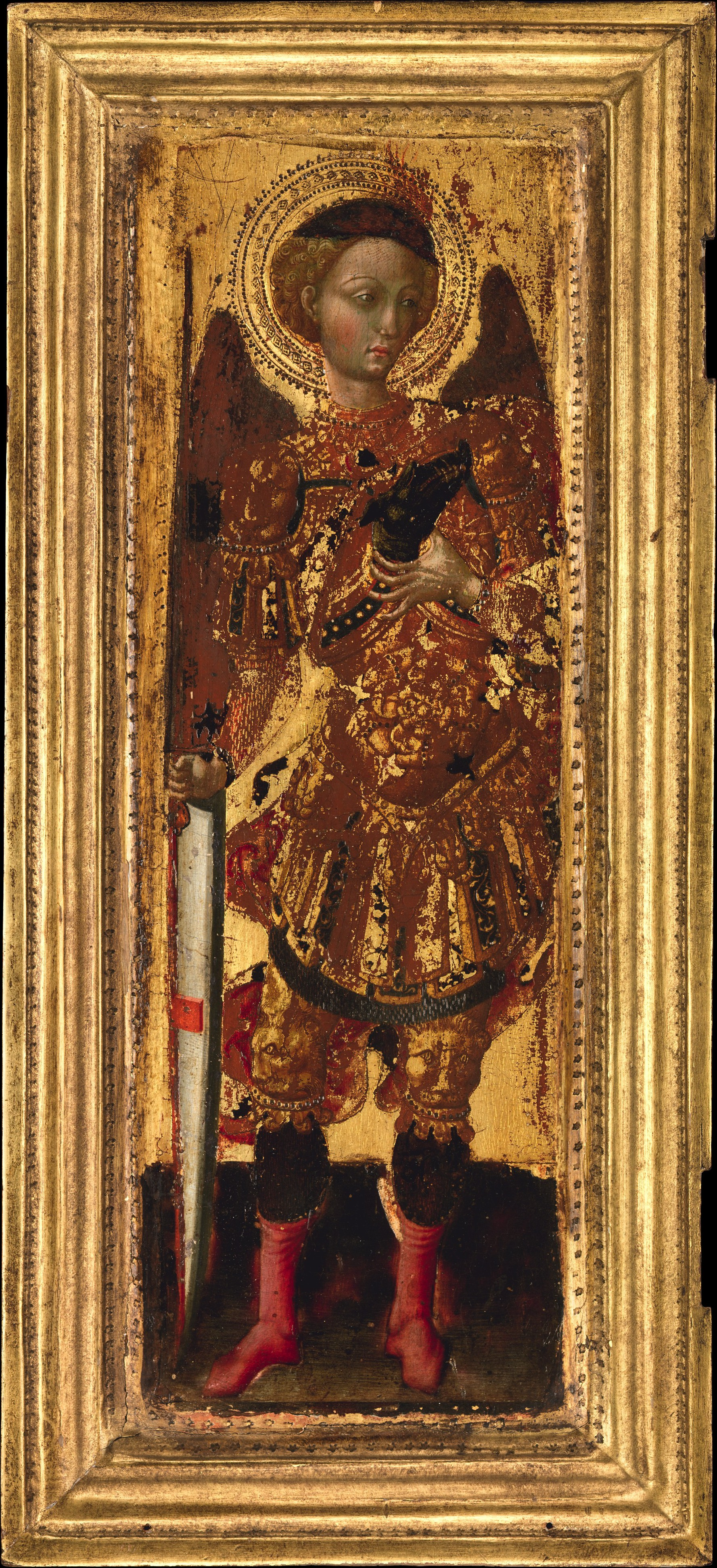
Св. Михаил-архангел. 1430-е гг. Музей Метрополитен, Нью-Йорк.
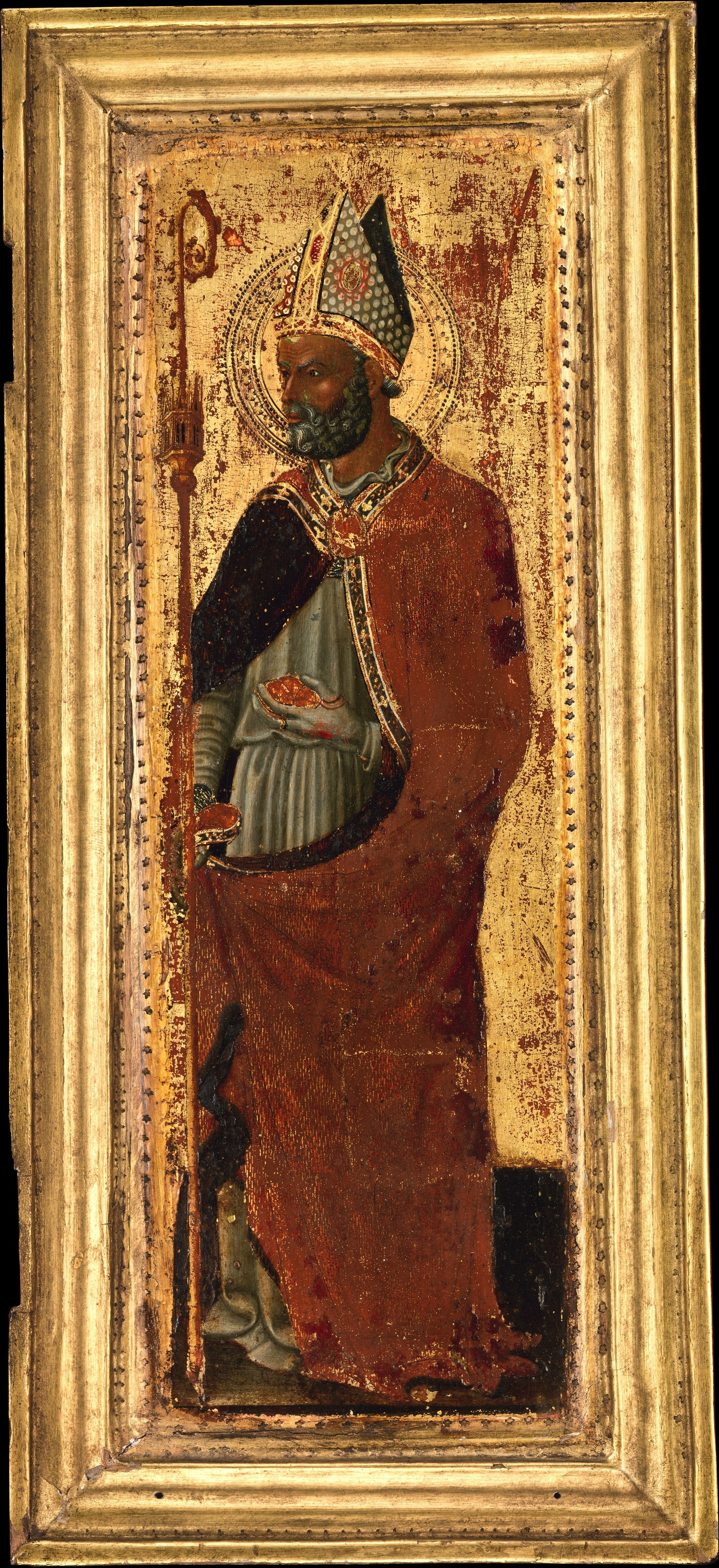
Св. Николай Барийский. 1430-е гг. Музей Метрополитен, Нью-Йорк.

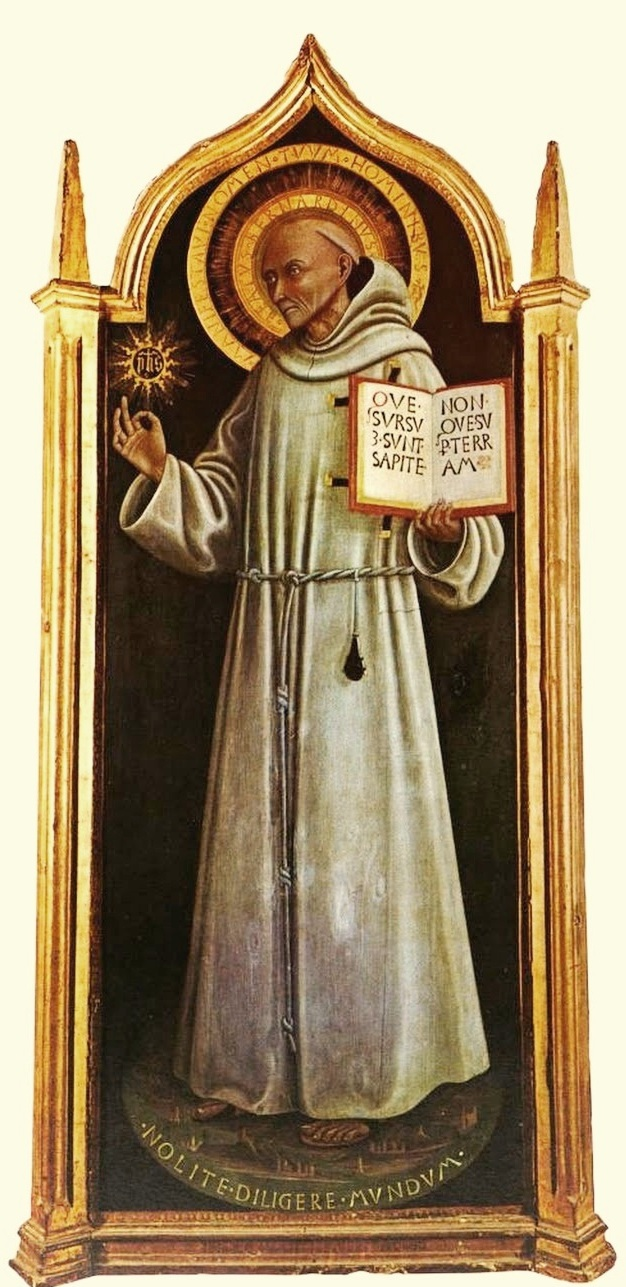
Пьетро ди Джованни д’Амброджо. Св. Бернардин. около 1444 г., Сиена, Пинакотека

Документы от 1440 года сообщают о выплате художнику денег в связи с завершением неких работ в Читта ди Кастелло, однако суть этих работ в документах не указана. В том же году, согласно записям в архивах, Пьетро трудился над фресками лечебницы госпиталя Санта Мария делла Скала в Сиене; все эти росписи погибли. В 1444 году после смерти известного сиенского проповедника Бернардина художник написал первый (или один из первых) портретов будущего святого для церкви Оссерванца, находящейся на холме Каприола к северо-востоку от Сиены (ныне портрет хранится в Пинакотеке, Сиена; разм. 196х89 см.). Церковь Оссерванца стала отправной точкой для распространения культа св. Бернардина, а портрет, созданный Пьетро ди Джованни д’Амброджо, стал чем-то вроде канона для изображения этого святого. Художник написал его в повороте в 3/4, в облике почтенного старца в серой рясе, с длинным носом и ввалившимися щеками, свидетельствующими о беззубом рте. Левой рукой он держит книгу с цитатой из послания апостола Павла к Колоссянам, а двумя пальцами правой удерживает висящую в воздухе бестелесную монограмму IHS, которой он принуждал поклоняться своих адептов, за что был обвинён в ереси. Портрет имеет дату и подпись художника.

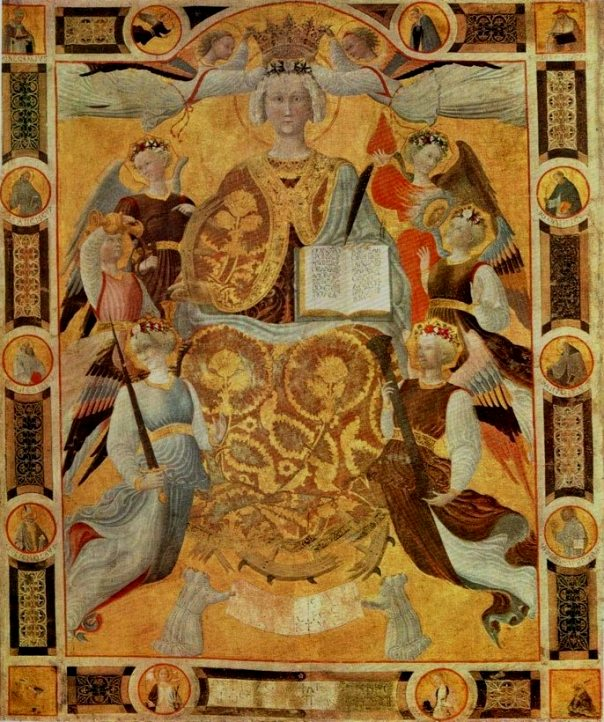
Св. Екатерина Александрийская во славе. 1440—1445 гг. Музей Жакмар-Андрэ, Париж

В том же 1444 году для монашеского братства в Борго Сан Сеполькро Пьетро ди Джованни расписал замечательную хоругвь, на одной стороне которой изобразил «Распятие», на другой «Святую Екатерину Александрийскую во славе» (ныне — Музей Жакмар-Андрэ, Париж). Такая иконография святой достаточно необычна. Екатерина обряжена в роскошный далматик с золотым орнаментом и восседает на обломках своего орудия пыток; её светлые волосы украшены цветами, ангелы коронуют её. Физиогномические особенности Екатерины свидетельствуют о влиянии женского типажа, характерного для картин Сассетты, который Пьетро ди Джованни усвоил и переработал на свой манер. Кроме того исследователи отмечают, что квазигеометрические формы тела святой и светлые прозрачные краски говорят о влиянии работ Пьеро делла Франчески.

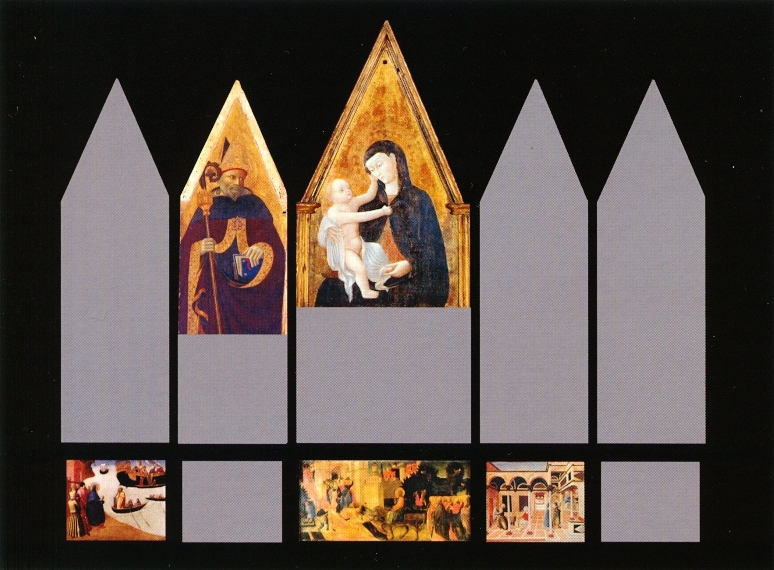
Полиптих 1435—1440 гг., реконструкция

Интерес представляет небольшая деревянная панель с изображением «Въезда Христа в Иерусалим» (26х54 см, 1435—1440 гг., Парма, Галерея Джузеппе Стуарда). Предполагают, что ранее вместе с «Св. Моника провожает св. Августина в Рим» (26х32 см; Художественная галерея, Берлин) и «Рождеством св. Николая» (Базель, Кунстмузеум) она составляла пределлу алтаря, посвящённого этим святым. На фоне деревьев и простирающегося пейзажа художник изобразил группу апостолов с неожиданными, подчас довольно эксцентричными лицами. Художественные эксперты видят в этом произведении свидетельство того, что Пьетро изучал работы Мазаччо. Существует несколько вариантов реконструкции алтаря, которому принадлежала эта пределла. По одной версии это был триптих (Поуп-Хенесси, 1939), по другой версии пентаптих, то есть полиптих из пяти частей (Кит Кристиансен, 1990; Ада Лабриола, 2008). Центральной панелью полиптиха служила «Мадонна с младенцем» из Бруклинского музея, слева от неё располагался св. Августин из музея Линденау, Альтенбург, а справа, вероятно, утраченная св. Моника. Предполагают, что полиптих был создан для алтаря в капелле св. Николая сиенской церкви Сан Агостино (то есть Святого Августина).

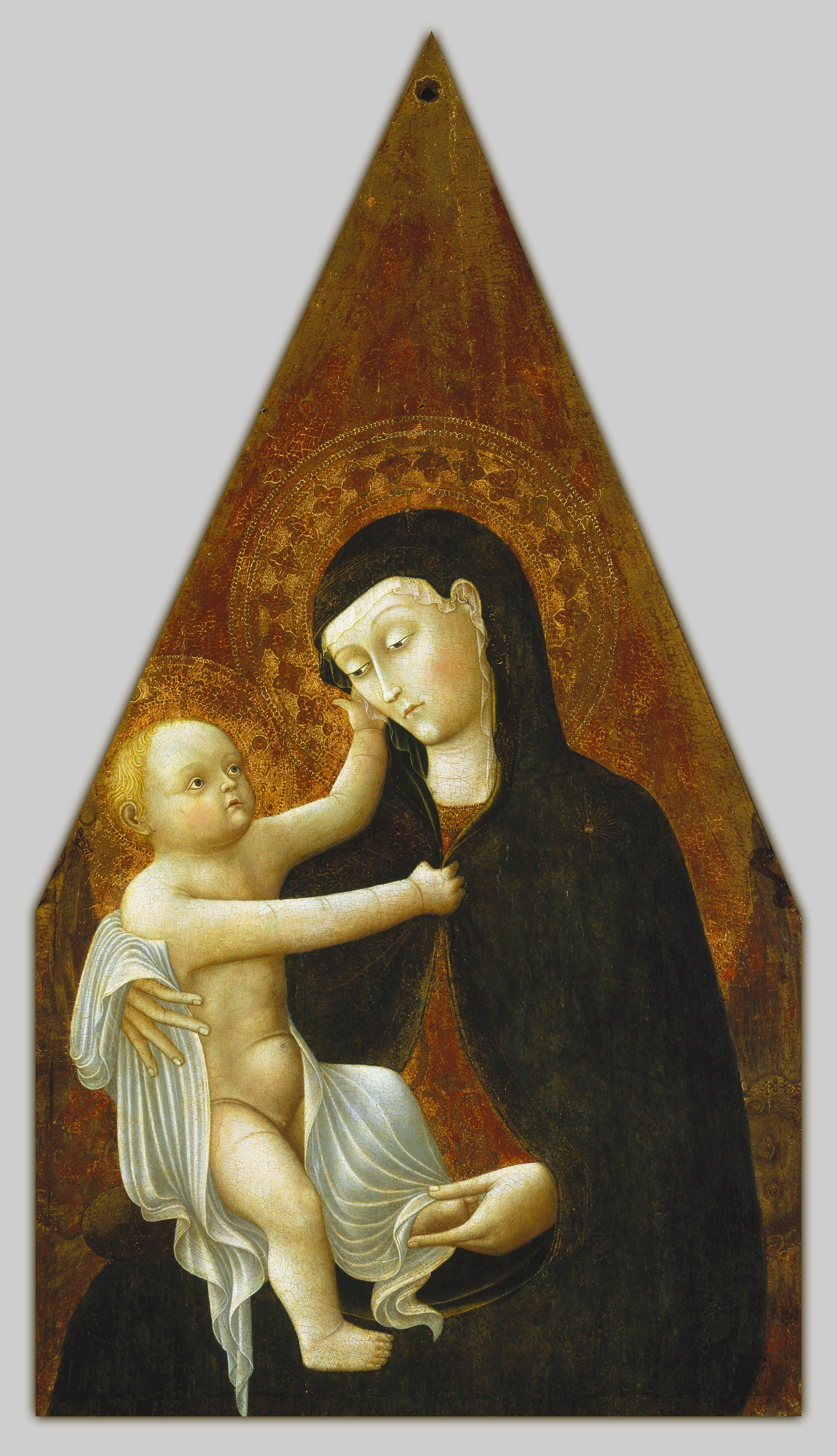
Мадонна с младенцем. Бруклинский музей
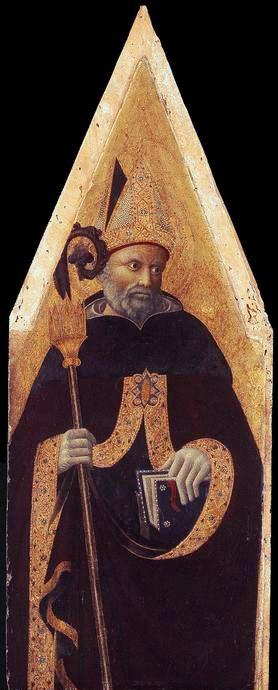
Св. Августин. Музей Линденау, Альтенбург
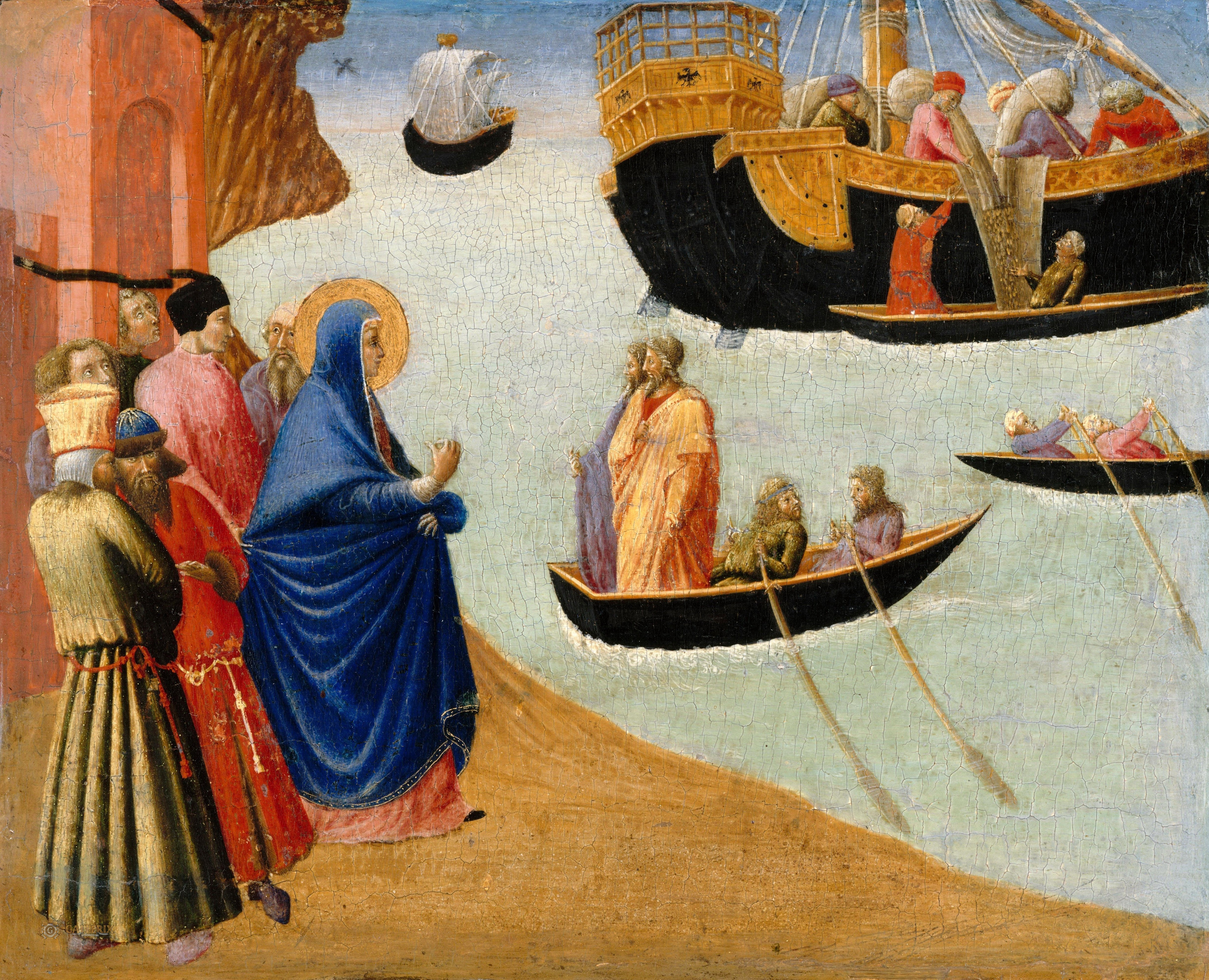
Св. Моника провожает св. Августина в Рим (Чудо с пшеницей), Берлин, Гос. музеи
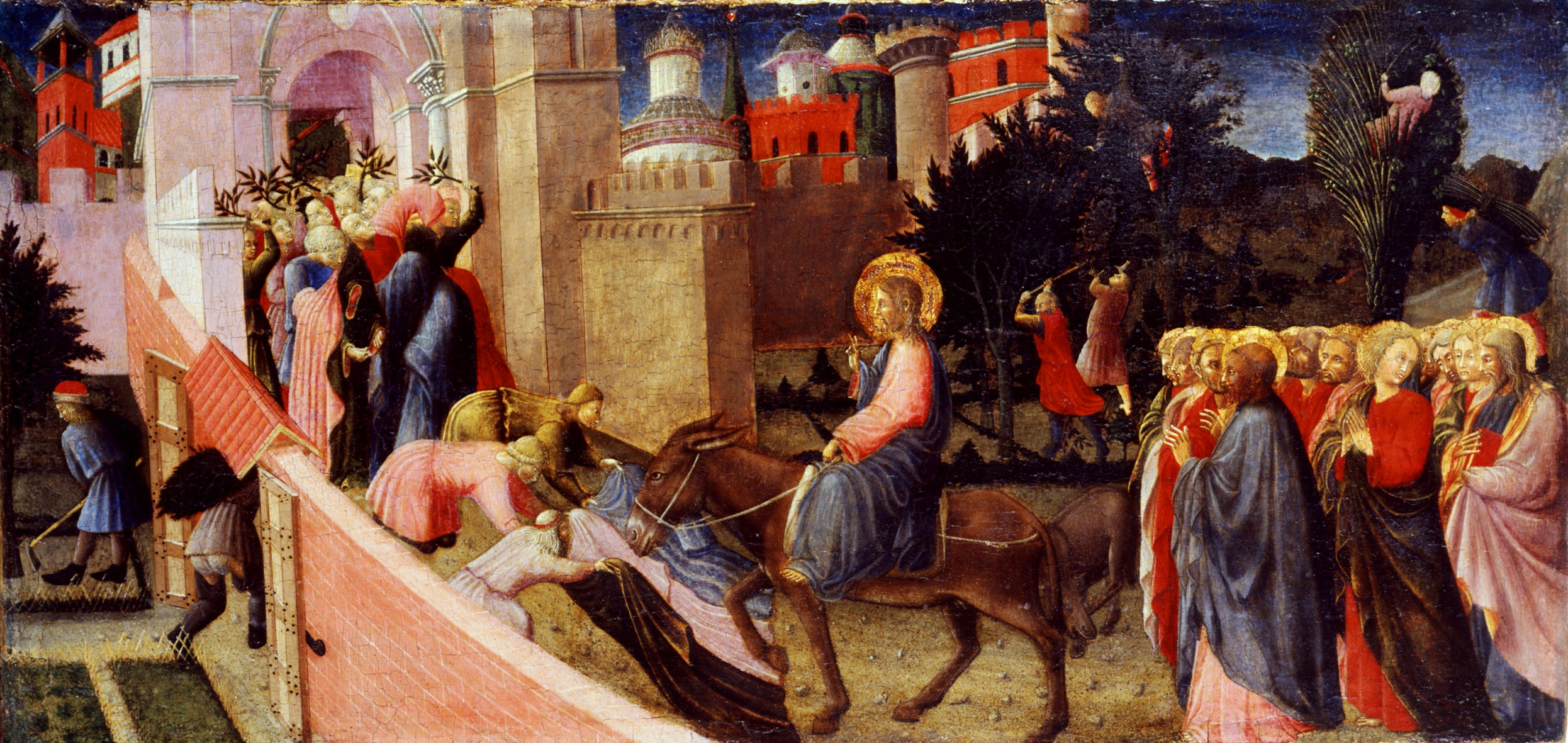
Въезд Христа в Иерусалим. 1435—1440 гг. Галерея Стуарда, Парма.
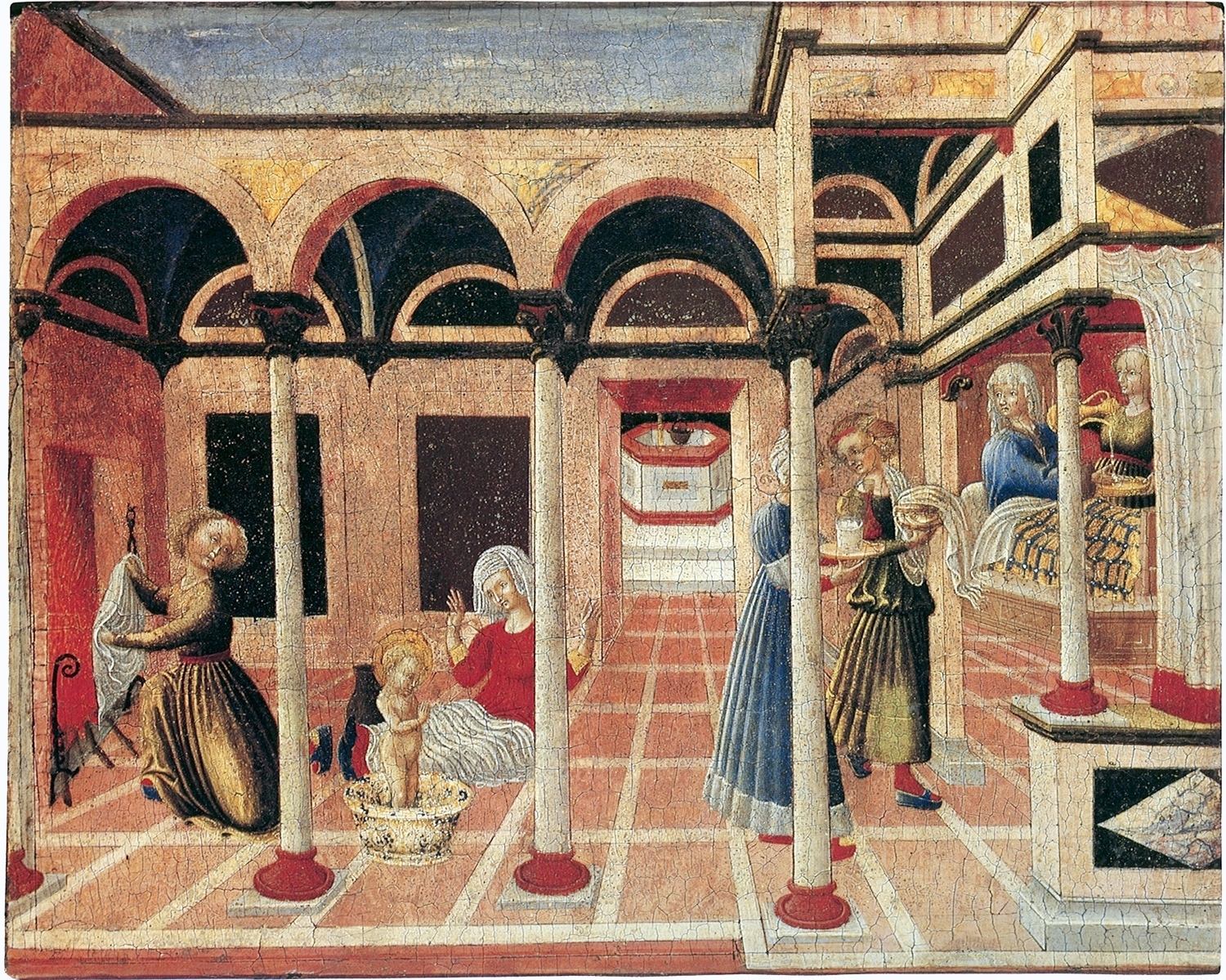
Рождество св. Николая. Базель, Кунстмузеум.

В 1446 году Пьетро ди Джованни написал фреску «Распятие» в сиенской городской ратуше (Палаццо Пубблико), а двумя годами позднее завершил работу над картиной «Св. Бернардин» в Лучиньяно (1448 г. Городской музей, Лучиньяно). Возможно также, что в эти годы он принимал участие в росписях клуатра монастыря августинцев в Леччето. Кроме этого совместно с Веккьеттой художник работал над росписью створок реликвария (так называемая арликвьера) в Сиенском соборе (ныне в Пинакотеке, Сиена).

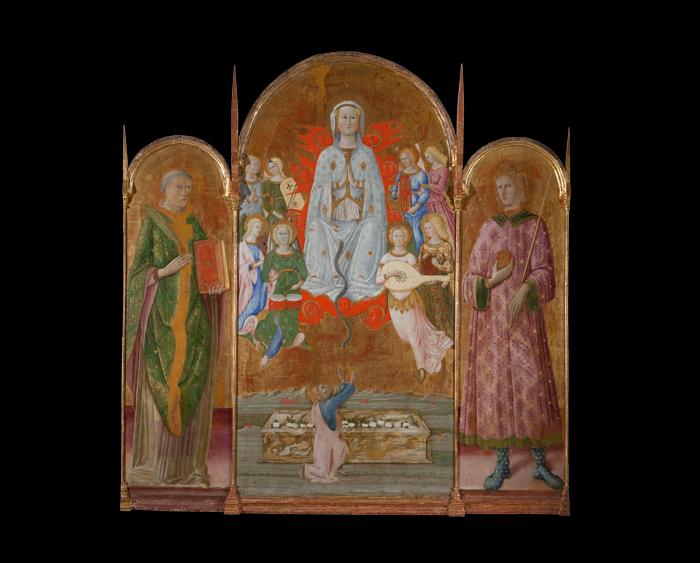
Вознесение Марии со святыми Стефаном и Сигизмундом. 1440—1449 гг. Сиена, Пинакотека

К поздним работам мастера принадлежит алтарь «Вознесение Марии со святыми Стефаном и Сигизмундом» (1440—1449 гг., Сиена, Пинакотека). Алтарь ранее находился в капелле Ла Бефа приходской церкви селения Мурло в сиенском контадо и приписывался кисти анонимного автора, обозначенного как «Мастер Монтепертузо». Однако большинство экспертов склоняется к тому, что, судя по живым, ярким краскам и характерности персонажей, это произведение Пьетро ди Джованни. Написанное в 1440-х годах, оно продолжает изобретённую ещё в XIV веке модель трёхчастных алтарей с главной сценой в центре и двумя святыми по сторонам. По мнению специалистов, прототипом изображённого на центральной панели «Вознесения Марии» могла быть фреска на ту же тему, написанная Симоне Мартини более века назад на фасаде Порта Камолья — городских ворот Сиены. Ещё одной репликой на эту фреску считают «Вознесение Марии» написанное Пьетро ди Джованни около 1440 года (85,8х50,2 см; Христианский музей, Эстергом).
Кроме перечисленного Пьетро ди Джованни д’Амброджо приписывают: небольшой триптих «Мадонна с младенцем и святыми» (1444—1449 гг., Кастелло ди Галлико (Сиена), коллекция Салини), «Пьета с символами страстей Христовых» (30х23,3 см, Музей Сан Марко, Венеция), две детали от алтаря с изображениями «Св. Урсулы» и «Св. Агаты» (26х28 см и 27х28 см; Музей Хорн, Флоренция), таволетта для сиенского казначейства «Бичевание Христа» (45х30,5 см; 1441 г., Музей Вальрафа Рихартца, Кёльн); «Богоматерь Мария» (47х30 см; Христианский музей, Эстергом); панель пределлы «Поклонение волхвов» из музея Линденау, Альтенбург; 4 панели пределлы, посвящённые житию св. Варфоломея (23х40 см): 2 из Лувра, Париж «Проповедь св. Варфоломея» и «Усекновение главы св. Варфоломея», и 2 из Пинакотеки Ватикана «Св. Варфоломей перед царём Астиагом» и «Мученичество св. Варфоломея» — все датируются около 1435 г.; «Мадонна с младенцем и ангелами» (57х43 см; около 1430 г., Лувр, Париж); «Мадонна Смирение» Фонд Маньяни Рокка, Мамьяно ди Травестола (Парма), и ещё как минимум два портрета «Св. Бернардина» из частных коллекций.
Пьетро ди Джованни д’Амброджо известен также как художник-миниатюрист, иллюстрировавший светские и религиозные книги. В частности, ему приписывают миниатюры из Tractatus de Principatu («Трактат о руководстве», 1446—1447 гг., Милан, Библиотека Тривузиана) и «Антифонарь» (1425—1450 гг.; Филадельфия, Библиотека).

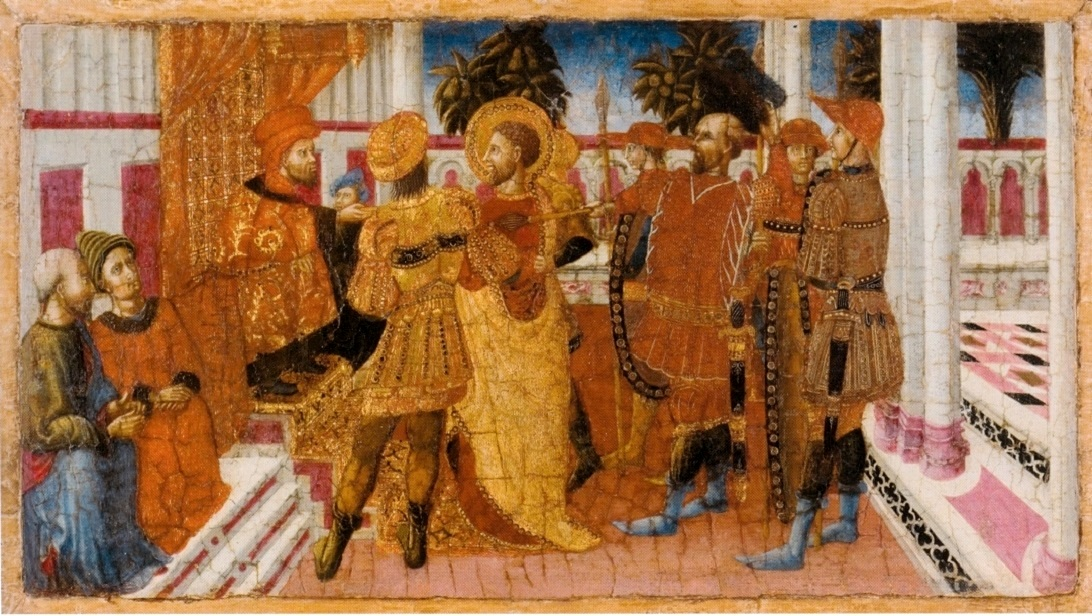
Св. Варфоломей перед царём Астиагом. ок. 1435 г., Ватикан, Пинакотека
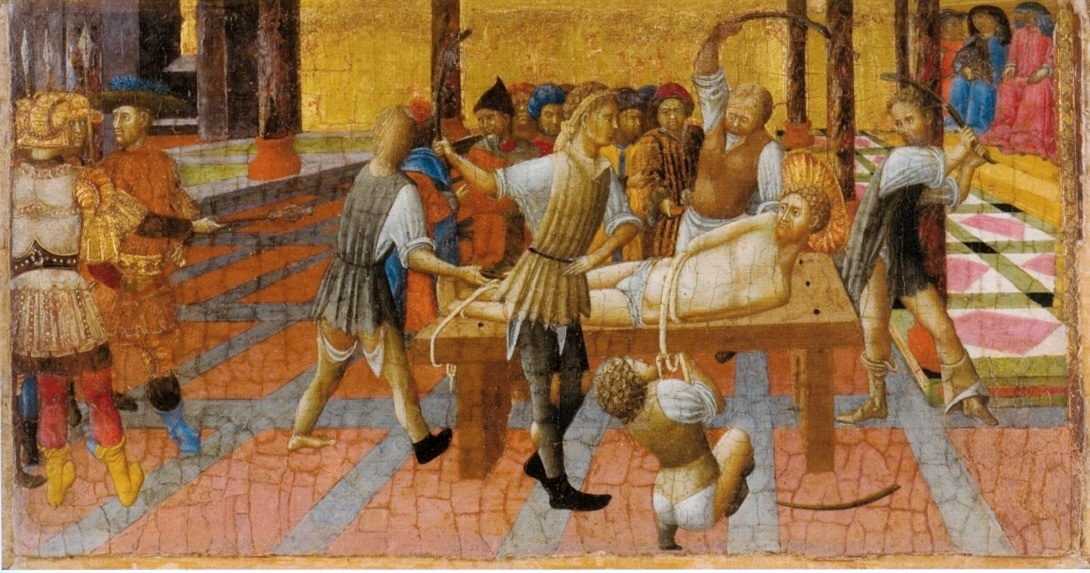
Мученичество св. Варфоломея. ок. 1435 г., Ватикан, Пинакотека
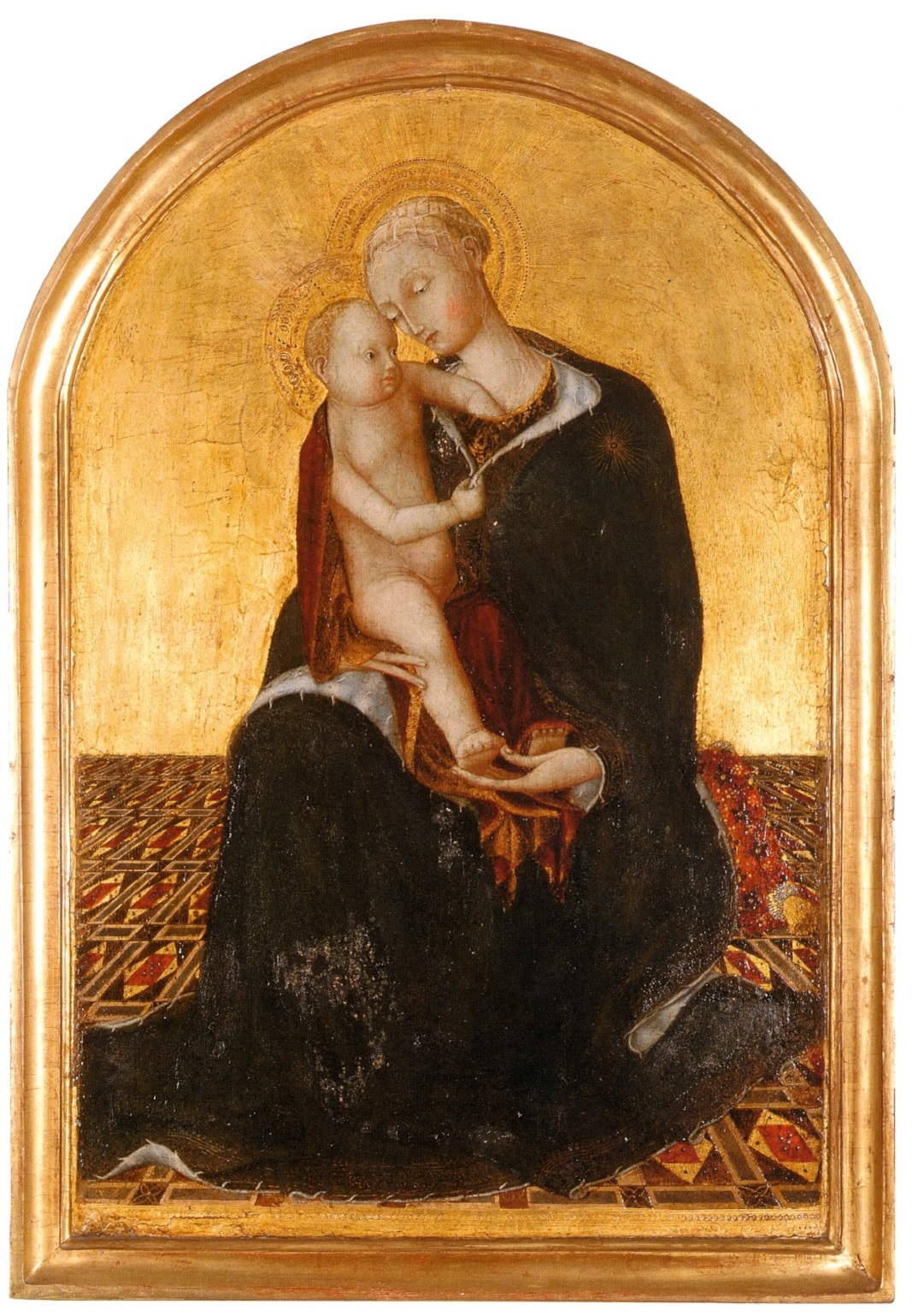
Мадонна Смирение, 1435—1440 гг., Мамиано ди Траверсетоло (Парма), Фонд Маньяни Рокка.
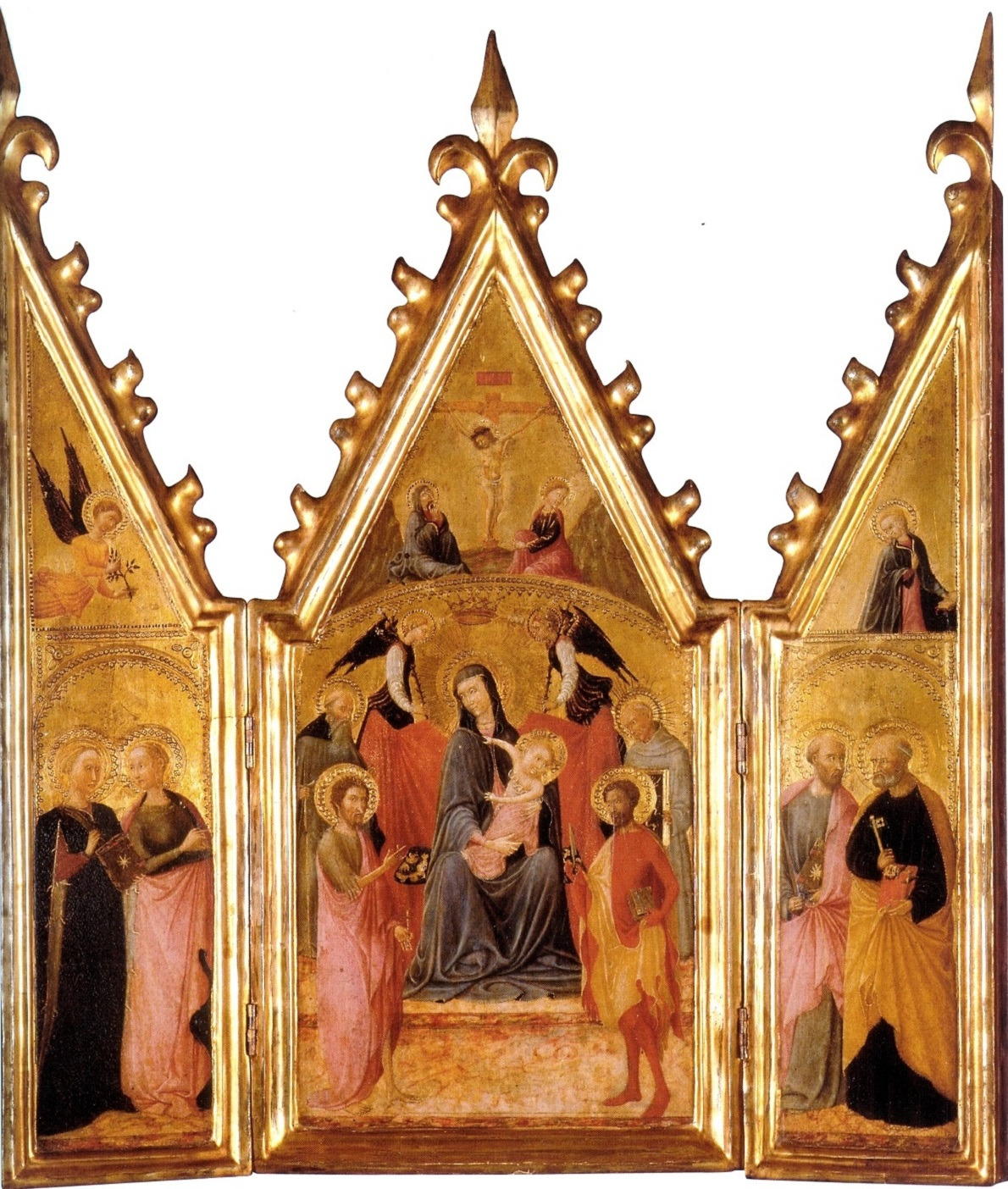
Мадонна с младенцем и святыми, 1444—1449 гг., Кастелло ди Галлико (Сиена), коллекция Салини.
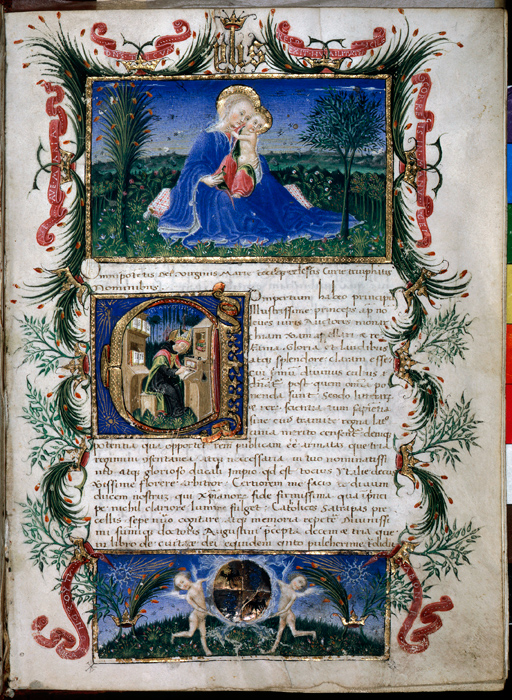
Миниатюра из "Трактата о руководстве". 1446—1447 гг. Библиотека Тривузиана, Милан.
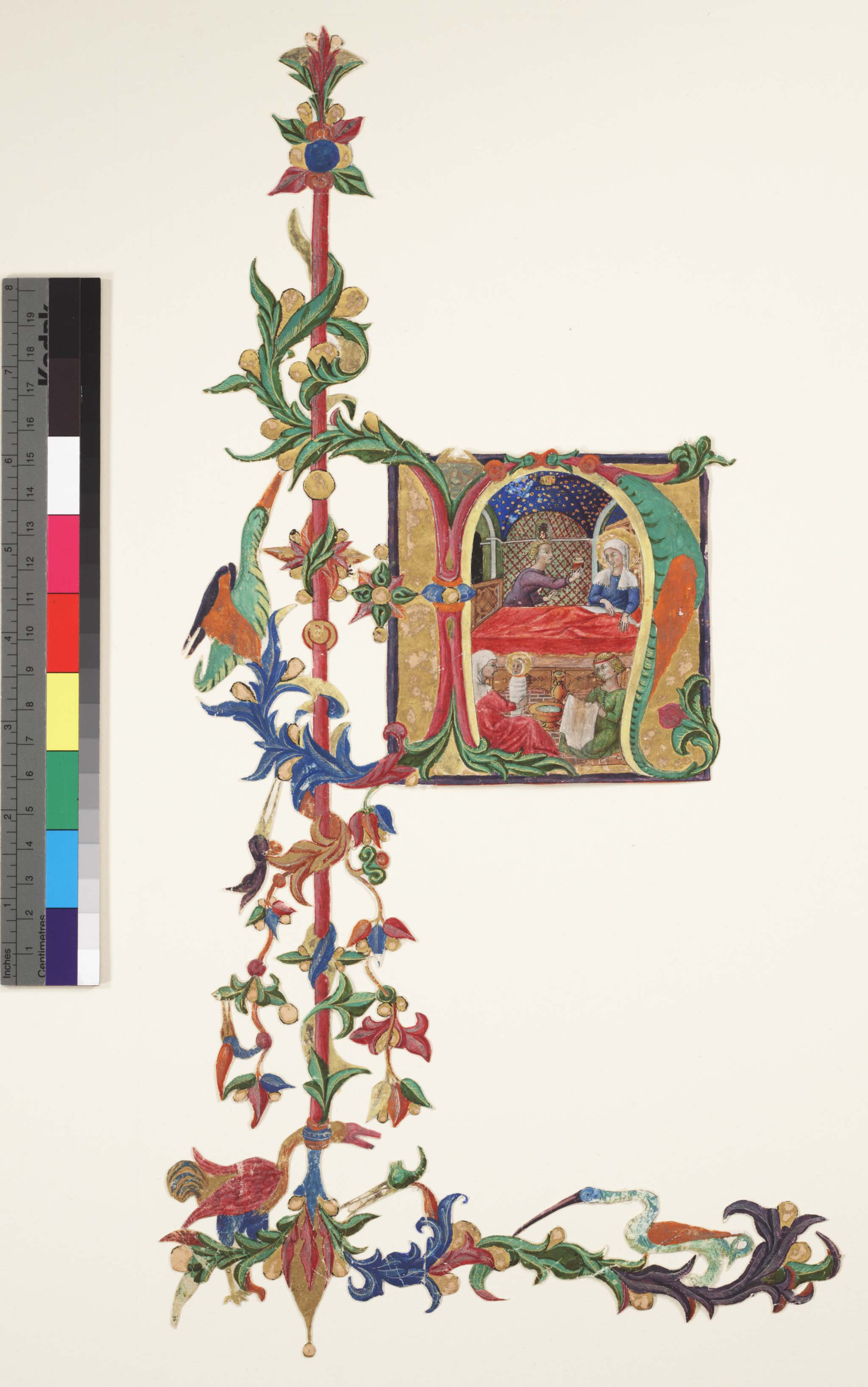
Миниатюра из "Антифонаря". 1425—1450 гг. Филадельфия, Библиотека.